# Arno (system)
Arno (znany także jako ang. "Little Roman Club System") – brydżowy system licytacyjny należący do grupy systemów Trefla Wiedeńskiego, odmiana systemu Rzymski Trefl, opracowany przez Camillo Pabis-Ticci i Massimo D'Alelio.  Nazwa systemu pochodzi od rzeki we Włoszech.
Otwarcie w tym systemie wyglądają następująco:
```
1♣  12-16
PH
 układ zrównoważony
    21-22PH układ zrównoważony
    25-25PH układ zrównoważony
    17-22PH 4 trefle i boczny kolor pięciokartowy
    17-22PH 5+ trefli
1
♦
  12-22PH 4+ kara, 
canapé

    17-22PH układ zrównoważony
1
♥
  12-22PH 4+ kiery, canapé
1♠  12-22PH 4+ piki, canapé
1BA 23+PH   Układ dowolny
2♣  12-16PH Dowolny układ 4-4-4-1 lub 5-4-4-0
2
♦
  17-20PH Dowolny układ 4-4-4-1 lub 5-4-4-0
2
♥
  12-16PH 5+ kierów i 4 trefle
2♠  12-16PH 5+ pików i 4 trefle
2BA 23-24PH Układ zrównoważony
```

Licytacja po otwarciach od 1♣ do 1♠ i 2♣ do 2BA była bardzo podobna do licytacji w systemie "Rzymskiego Trefla".  Otwarcie 1BA było forsujące, odpowiadający licytował po nim kolor trzymanego asa lub asów (2♣ to negat bez asa), rebid otwierającego 2BA pokazywał rękę zrównoważoną, rebidy kolorowe dawane były według zasad canapé.